# Evolve Tag Team Championship
L'Evolve Tag Team Championship (que l'on peut traduire par championnat par équipes de l'Evolve) est un championnat de catch (lutte professionnelle) par équipe de l'Evolve Wrestling. Créé le 24 janvier 2016 après la victoire de Drew Galloway et Johnny Gargano sur Chris Hero et Tommy End en finale d'un tournoi.
 Les ceintures ont été retirées lors de la toute dernière édition de l’Evolve, le 2 juillet 2020, après 12 règnes et sans jamais avoir été vacant.

## Tournoi pour désigner les premiers champions
Avant la création de ce championnat, l'Evolve reconnaît à partir de novembre 2011 l'Open The Freedom Gate Championship, le championnat de la Dragon Gate USA (DGUSA). Cela s'explique par le fait que Gabe Sapolsky (en), un des cofondateurs de l'Evolve, est aussi vice-président de la DGUSA.
Le 10 novembre 2015, l'Evolve annonce l'organisation d'un tournoi pour désigner les premiers champions par équipe de l'Evolve. Il va se dérouler du 22 au 24 janvier 2016 au cours d'Evolve 53, Evolve 54 et Evolve 55. Le 30 novembre, la fédération annonce les huit équipes participant à ce tournoi. Timothy Thatcher qui doit faire équipe avec Zack Sabre, Jr. est victime d'une infection à staphylocoques et Sami Callihan le remplace.
|  | Quarts de finale                 | Quarts de finale                 | Quarts de finale                | Quarts de finale                |                                 |                                 | Demi-finales                | Demi-finales                | Demi-finales                | Demi-finales                |  |  | Finale                      | Finale                      | Finale                      | Finale                      |
|  |                                  |                                  |                                 |                                 |                                 |                                 |                             |                             |                             |                             |  |  |                             |                             |                             |                             |
|  | Ybor City, le 22 janvier 2016    | Ybor City, le 22 janvier 2016    | Ybor City, le 22 janvier 2016   | Ybor City, le 22 janvier 2016   |                                 |                                 | Orlando, le 23 janvier 2016 | Orlando, le 23 janvier 2016 | Orlando, le 23 janvier 2016 | Orlando, le 23 janvier 2016 |  |  | Orlando, le 24 janvier 2016 | Orlando, le 24 janvier 2016 | Orlando, le 24 janvier 2016 | Orlando, le 24 janvier 2016 |
|  | Ybor City, le 22 janvier 2016    | Ybor City, le 22 janvier 2016    | Ybor City, le 22 janvier 2016   | Ybor City, le 22 janvier 2016   |                                 |                                 | Orlando, le 23 janvier 2016 | Orlando, le 23 janvier 2016 | Orlando, le 23 janvier 2016 | Orlando, le 23 janvier 2016 |  |  | Orlando, le 24 janvier 2016 | Orlando, le 24 janvier 2016 | Orlando, le 24 janvier 2016 | Orlando, le 24 janvier 2016 |
|  | Drew Gulak et TJ Perkins         | Drew Gulak et TJ Perkins         | 15:30                           | 15:30                           |                                 |                                 | Orlando, le 23 janvier 2016 | Orlando, le 23 janvier 2016 | Orlando, le 23 janvier 2016 | Orlando, le 23 janvier 2016 |  |  | Orlando, le 24 janvier 2016 | Orlando, le 24 janvier 2016 | Orlando, le 24 janvier 2016 | Orlando, le 24 janvier 2016 |
|  | Drew Gulak et TJ Perkins         | Drew Gulak et TJ Perkins         | 15:30                           | 15:30                           |                                 |                                 | Orlando, le 23 janvier 2016 | Orlando, le 23 janvier 2016 | Orlando, le 23 janvier 2016 | Orlando, le 23 janvier 2016 |  |  | Orlando, le 24 janvier 2016 | Orlando, le 24 janvier 2016 | Orlando, le 24 janvier 2016 | Orlando, le 24 janvier 2016 |
|  | Drew Galloway et Johnny Gargano  | Drew Galloway et Johnny Gargano  | Tombé                           | Tombé                           |                                 |                                 | Orlando, le 23 janvier 2016 | Orlando, le 23 janvier 2016 | Orlando, le 23 janvier 2016 | Orlando, le 23 janvier 2016 |  |  | Orlando, le 24 janvier 2016 | Orlando, le 24 janvier 2016 | Orlando, le 24 janvier 2016 | Orlando, le 24 janvier 2016 |
|  | Drew Galloway et Johnny Gargano  | Drew Galloway et Johnny Gargano  | Tombé                           | Tombé                           | Drew Galloway et Johnny Gargano | Drew Galloway et Johnny Gargano | Soumission                  | Soumission                  |                             |                             |  |  | Orlando, le 24 janvier 2016 | Orlando, le 24 janvier 2016 | Orlando, le 24 janvier 2016 | Orlando, le 24 janvier 2016 |
|  | Ybor City, le 22 janvier 2016    |                                  |                                 |                                 | Drew Galloway et Johnny Gargano | Drew Galloway et Johnny Gargano | Soumission                  | Soumission                  |                             |                             |  |  | Orlando, le 24 janvier 2016 | Orlando, le 24 janvier 2016 | Orlando, le 24 janvier 2016 | Orlando, le 24 janvier 2016 |
|  |                                  |                                  | Harlem Bravado et Lance Bravado | Harlem Bravado et Lance Bravado | 19:15                           | 19:15                           |                             |                             |                             |                             |  |  | Orlando, le 24 janvier 2016 | Orlando, le 24 janvier 2016 | Orlando, le 24 janvier 2016 | Orlando, le 24 janvier 2016 |
|  | Harlem Bravado et Lance Bravado  | Harlem Bravado et Lance Bravado  | Harlem Bravado et Lance Bravado | Harlem Bravado et Lance Bravado | 19:15                           | 19:15                           | Tombé                       | Tombé                       |                             |                             |  |  | Orlando, le 24 janvier 2016 | Orlando, le 24 janvier 2016 | Orlando, le 24 janvier 2016 | Orlando, le 24 janvier 2016 |
|  | Harlem Bravado et Lance Bravado  | Harlem Bravado et Lance Bravado  | Orlando, le 23 janvier 2016     |                                 |                                 |                                 | Tombé                       | Tombé                       |                             |                             |  |  | Orlando, le 24 janvier 2016 | Orlando, le 24 janvier 2016 | Orlando, le 24 janvier 2016 | Orlando, le 24 janvier 2016 |
|  | Anthony Nese et Caleb Konley     | Anthony Nese et Caleb Konley     | 12:57                           | 12:57                           |                                 |                                 |                             |                             |                             |                             |  |  | Orlando, le 24 janvier 2016 | Orlando, le 24 janvier 2016 | Orlando, le 24 janvier 2016 | Orlando, le 24 janvier 2016 |
|  | Anthony Nese et Caleb Konley     | Anthony Nese et Caleb Konley     | 12:57                           | 12:57                           | Drew Galloway et Johnny Gargano | Drew Galloway et Johnny Gargano | Soumission                  | Soumission                  |                             |                             |  |  |                             |                             |                             |                             |
|  | Ybor City, le 22 janvier 2016    |                                  |                                 |                                 | Drew Galloway et Johnny Gargano | Drew Galloway et Johnny Gargano | Soumission                  | Soumission                  |                             |                             |  |  |                             |                             |                             |                             |
|  |                                  |                                  | Chris Hero et Tommy End         | Chris Hero et Tommy End         | 25:48                           | 25:48                           |                             |                             |                             |                             |  |  |                             |                             |                             |                             |
|  | Chris Hero et Tommy End          | Chris Hero et Tommy End          | Chris Hero et Tommy End         | Chris Hero et Tommy End         | 25:48                           | 25:48                           | Tombé                       | Tombé                       |                             |                             |  |  |                             |                             |                             |                             |
|  | Chris Hero et Tommy End          | Chris Hero et Tommy End          |                                 |                                 |                                 |                                 |                             |                             |                             |                             |  |  |                             |                             |                             |                             |
|  | Sami Callihan et Zack Sabre, Jr. | Sami Callihan et Zack Sabre, Jr. | 28:15                           | 28:15                           |                                 |                                 |                             |                             |                             |                             |  |  |                             |                             |                             |                             |
|  | Sami Callihan et Zack Sabre, Jr. | Sami Callihan et Zack Sabre, Jr. | 28:15                           | 28:15                           | Chris Hero et Tommy End         | Chris Hero et Tommy End         | Tombé                       | Tombé                       |                             |                             |  |  |                             |                             |                             |                             |
|  | Ybor City, le 22 janvier 2016    |                                  |                                 |                                 | Chris Hero et Tommy End         | Chris Hero et Tommy End         | Tombé                       | Tombé                       |                             |                             |  |  |                             |                             |                             |                             |
|  |                                  |                                  | Beretta et Rocky Romero         | Beretta et Rocky Romero         | 28:35                           | 28:35                           |                             |                             |                             |                             |  |  |                             |                             |                             |                             |
|  | Beretta et Rocky Romero          | Beretta et Rocky Romero          | Beretta et Rocky Romero         | Beretta et Rocky Romero         | 28:35                           | 28:35                           | Tombé                       | Tombé                       |                             |                             |  |  |                             |                             |                             |                             |
|  | Beretta et Rocky Romero          | Beretta et Rocky Romero          |                                 |                                 |                                 |                                 |                             | Tombé                       |                             |                             |  |  |                             |                             |                             |                             |
|  | Bill Carr et Dan Barry           | Bill Carr et Dan Barry           | 15:32                           | 15:32                           |                                 |                                 |                             |                             |                             |                             |  |  |                             |                             |                             |                             |
|  | Bill Carr et Dan Barry           | Bill Carr et Dan Barry           | 15:32                           | 15:32                           |                                 |                                 |                             |                             |                             |                             |  |  |                             |                             |                             |                             |
|  |                                  |                                  |                                 |                                 |                                 |                                 |                             |                             |                             |                             |  |  |                             |                             |                             |                             |

## Liste des règnes
| #  | Champions                                             | Nombre de règne ensemble | Date              | Durée                   | Lieu                        | Évènement  | Notes | Réf    |
| -- | ----------------------------------------------------- | ------------------------ | ----------------- | ----------------------- | --------------------------- | ---------- | --- | ------ |
| 1  | Drew Galloway et Johnny Gargano                       | 1                        | 24 janvier 2016   | 2 mois et 9 jours       | Orlando, Floride            | Evolve 55  | Ils battent Chris Hero et Tommy End en finale d'un tournoi. Ils ont le règne le plus court.                                                                                       | [ 10 ] |
| 2  | Catch Point (Drew Gulak et Tracy Williams)            | 1                        | 2 avril 2016      | 3 mois et 14 jours      | Dallas, Texas               | Evolve 59  | | [ 12 ] |
| 3  | Drew Galloway (2) et Dustin                           | 1                        | 16 juillet 2016   | 3 mois et 28 jours      | New York, New York          | Evolve 64  | | [ 13 ] |
| 4  | Catch Point (Fred Yehi et Tracy Williams (2))         | 1                        | 13 novembre 2016  | 5 mois et 9 jours       | Joppa, Maryland             | Evolve 73  | Dans un match à quatre équipe à élimination. Chris Hero remplace Galloway, les deux autres équipes sont Drew Gulak et Tony Nese ainsi que Blaster McMassive et Flex Rumblecrunch. | [ 14 ] |
| 5  | Catch Point (Chris Dickinson et Jaka)                 | 1                        | 22 avril 2017     | 2 mois et 16 jours      | New York, New York          | Evolve 82  | | [ 15 ] |
| 6  | The Lethal Enforcers (Anthony Henry et JD Drake)      | 1                        | 8 juillet 2017    | 2 mois et 14 jours      | Charlotte, Caroline du Nord | Evolve 88  | | [ 16 ] |
| 7  | The Troll Boyz (ACH et Ethan Page)                    | 1                        | 22 septembre 2017 | 1 jour                  | Detroit, Michigan           | Evolve 92  | | [ 17 ] |
| 8  | Doom Patrol (Chris Dickinson et Jaka)                 | 2                        | 23 septembre 2017 | 1 an, 1 mois et 5 jours | Summit, Illinois            | Evolve 93  | Anciennement Catch Point. | [ 18 ] |
| 9  | The Street Profits (Angelo Dawkins et Montez Ford)    | 1                        | 28 octobre 2018   | 4 mois et 15 jours      | Ybor City, Floride          | Evolve 114 | | [ 19 ] |
| 10 | The Unwanted (Eddie Kingston et Joe Gacy)             | 1                        | 15 mars 2019      | 3 mois et 28 jours      | Melrose, Massachusetts      | Evolve 123 | | [ 20 ] |
| 11 | AR Fox et Leon Ruff                                   | 1                        | 13 juillet 2019   | 4 mois et 24 jours      | Philadelphie, Pennsylvanie  | Evolve 131 | |        |
| 12 | The Besties in the World (Davey Vega et Mat Fitchett) | 1                        | 13 juillet 2019   | 6 mois et 25 jours      | Chicago, Illinois           | Evolve 142 | Le titre a disparu lors de la toute dernière édition de l’Evolve, le 2 juillet 2020.                                                                                              |        |

### Règnes combinés

#### Par équipe
| rang | catcheuses                                            | Nombre de règnes | Défenses combinés | Jours combinés |
| ---- | ----------------------------------------------------- | ---------------- | ----------------- | -------------- |
| 1    | Catch Point/Doom Patrol (Jaka et Chris Dickinson)     | 2                | 11                | 477            |
| 2    | Catch Point (Fred Yehi et Tracy Williams)             | 1                | 3                 | 160            |
| 3    | AR Fox et Leon Ruff                                   | 1                | 4                 | 147            |
| 4    | The Street Profits (Angelo Dawkins et Montez Ford)    | 1                | 6                 | 138            |
| 5    | The Unwanted (Eddie Kingston et Joe Gacy)             | 1                | 2                 | 120            |
| 5    | Drew Galloway et Dustin                               | 1                | 1                 | 120            |
| 7    | Catch Point (Drew Gulak et Tracy Williams)            | 1                | 2                 | 105            |
| 8    | The Lethal Enforcers (Anthony Henry et JD Drake)      | 1                | 3                 | 76             |
| 9    | Drew Galloway et Johnny Gargano                       | 1                | 2                 | 69             |
| 10   | The Besties in the World (Davey Vega et Mat Fitchett) | 1                | 1                 | 62             |
| 11   | The Troll Boyz (ACH et Ethan Page)                    | 1                | 0                 | 1              |

#### En solo
| rang | catcheuses          | Nombre de règnes | Défenses combinés | Jours combinés |
| ---- | ------------------- | ---------------- | ----------------- | -------------- |
| 1    | Chris Dickinson     | 2                | 11                | 477            |
| 1    | Jaka                | 2                | 11                | 477            |
| 3    | Tracy Williams (en) | 2                | 5                 | 265            |
| 4    | Drew Galloway       | 2                | 3                 | 189            |
| 5    | Fred Yehi (en)      | 1                | 3                 | 160            |
| 6    | AR Fox              | 1                | 4                 | 147            |
| 6    | Leon Ruff           | 1                | 4                 | 147            |
| 8    | Angelo Dawkins      | 1                | 6                 | 138            |
| 8    | Montez Ford         | 1                | 6                 | 138            |
| 10   | Eddie Kingston      | 1                | 2                 | 120            |
| 10   | Joe Gracy           | 1                | 2                 | 120            |
| 10   | Dustin              | 1                | 1                 | 120            |
| 13   | Drew Gulak          | 1                | 2                 | 105            |
| 14   | Anthony Henry (en)  | 1                | 3                 | 76             |
| 14   | JD Drake            | 1                | 3                 | 76             |
| 16   | Johnny Gargano      | 1                | 2                 | 69             |
| 17   | Davey Vega          | 1                | 1                 | 62             |
| 17   | Mat Fitchett        | 1                | 1                 | 62             |
| 19   | ACH                 | 1                | 0                 | 1              |
| 19   | Ethan Page          | 1                | 0                 | 1              |